# Dysschema tricolor
Dysschema tricolor är en fjärilsart som beskrevs av Sulzer 1776. Dysschema tricolor ingår i släktet Dysschema och familjen björnspinnare. Inga underarter finns listade i Catalogue of Life.

## Bildgalleri

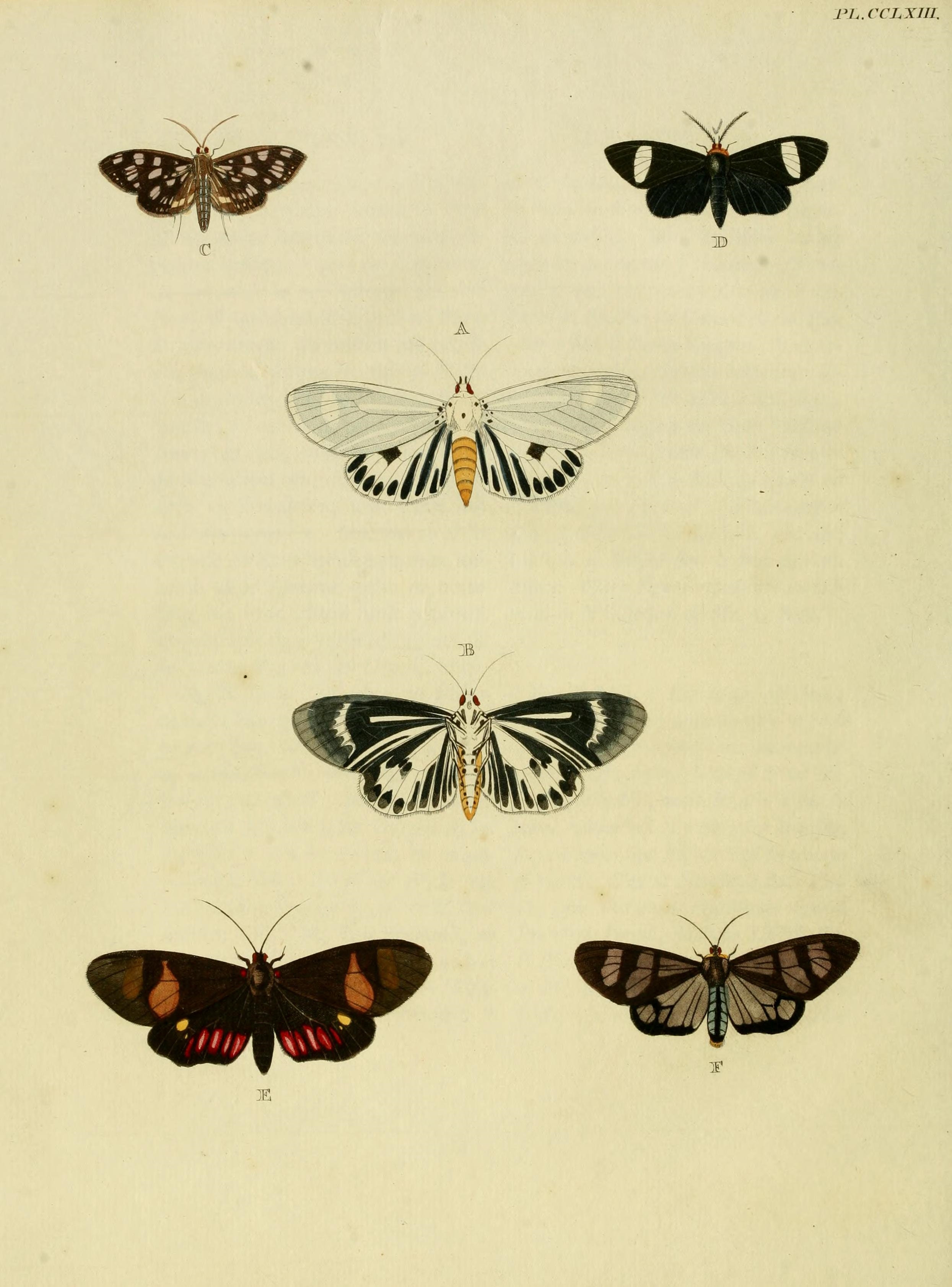